# Wein van Cotthem

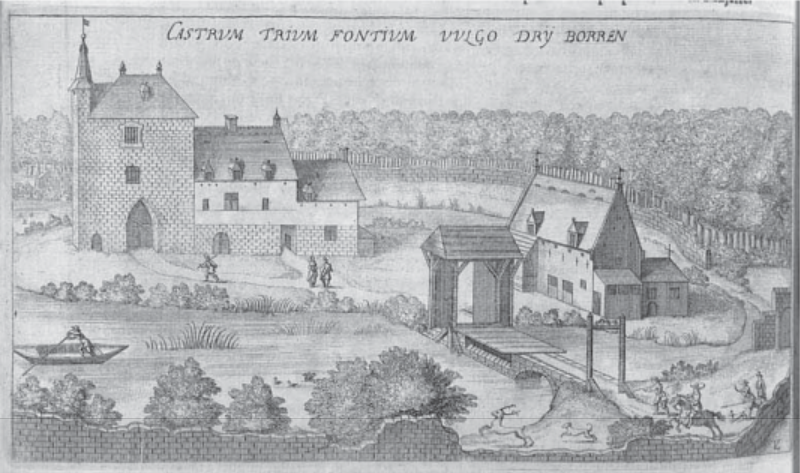
Kasteel Dry Borren, waar Cotthem schreef

Wein van Cotthem (ca. 1390 - juli 1457) (spellingsvarianten: Iwein, Iweijn of Weinken; Frans: Ywanus de Cotthem) was een Brusselse klerk, kapelaan en kroniekschrijver.
Hij is geïdentificeerd als de man die in de jaren 1430-1432 een voortzetting schreef van de Brabantsche Yeesten. Aan de eerste vijf boeken van Jan van Boendale voegde hij er twee toe, zijnde meer dan 12.000 berijmde verzen. Zijn autograaf wordt bewaard in de Koninklijke Bibliotheek van België en zou voer bieden voor vele latere chroniqueurs.
De hertogelijke hofrekeningen vermelden hem voor het eerst in 1402 als koorzanger (een jonghen clercken, singers op die capelle). Hij werd priester gewijd en kreeg vanaf 1429 de kapel van Dry Borren in het Zoniënwoud onder zijn hoede, waar hij vier keer per week de mis moest opdragen. Desondanks kreeg hij twee dochters: een bij een non in Brussel en een andere, Hélin, bij zijn dienstmeid. Hij leefde er in een tegen de donjon aangebouwd huisje.
Cotthem behoorde tot het patriciërsgeslacht Sweerts. Hij was een leerling van Petrus de Thimo en Emond de Dynter. Later werd hij naar alle waarschijnlijkheid ook kanunnik van de Sint-Vincentiuskerk in Zinnik.

## Voetnoten
1. ↑  Handschrift KB 17017
2. ↑  Astrid Houthuys, Middeleeuws kladwerk. De autograaf van de Brabantse Yeesten, boek VI (vijftiende eeuw), Hilversum, Verloren, 2009, blz. 47 - Lees op Google Books